# Storm Odessa
Gli Storm Odessa sono una squadra di football americano di Odessa, in Ucraina, fondata nel 2017.

## Dettaglio stagioni

### Tornei nazionali

#### Campionato

##### Top Liga/Superleague
| Stagione | regular season | regular season | regular season | regular season | regular season | regular season | playoff | playoff | playoff | playoff | playoff | playoff   | playoff    |
|          | Vin            | Par            | Per            | Tot            | PF             | PS             | Vin     | Per     | Tot     | PF      | PS      | risultato | avversaria |
| -------- | -------------- | -------------- | -------------- | -------------- | -------------- | -------------- | ------- | ------- | ------- | ------- | ------- | --------- | ---------- |
| 2018     | 3              | 1              | 2              | 6              | 75             | 68             | -       | -       | -       | -       | -       | -         | -          |
| 2019     | 0              | 0              | 4              | 4              | 21             | 126            | -       | -       | -       | -       | -       | -         | -          |
| Totale   | 3              | 1              | 6              | 10             | 96             | 194            | -       | -       | -       | -       | -       |           |            |

Fonti: Enciclopedia del Football - A cura di Roberto Mezzetti